# Beto Ayala
Carlos Alberto Ayala Balbuena (Santa Rosa, Paraguay, 13 de mayo de 1967 - Asunción, Paraguay, 30 de julio de 2012) fue un actor, bailarín y locutor paraguayo de TV Pública Paraguay. Nació en Santa Rosa, 8° Departamento de Misiones, el 13 de mayo de 1967, producto del matrimonio de la Señora Edda Estanislaa Balbuena de Ayala y el Señor Alberto Ayala. Hizo sus estudios primarios y secundarios en su ciudad natal.
En 1986 va a Asunción, donde estudia Actuación en la Universidad Católica Nuestra Señora de la Asunción, con Luis Alday, Alexis González, Miguel Gómez, Norberto Tordini, Osvaldo González Real y otros, hasta 1990.
En 1993 ingresa al Instituto Municipal de Arte de Asunción donde cursa Danza Contemporánea, hasta 1996, con los maestros Dominique Von Thuemenn, Carmiña Martínez, Agustín Alfaro y Mario Bugueño.
Complementa su formación con numerosos Talleres y Seminarios: Creación Colectiva con Nicolás Carter, Comedia del Arte con el francés Alain Gautré, Teatro y Radioteatro Alemán con la alemana Hedda Kage, Antropología Corporal con el paraguayo Wal Mayans, Teatro alemán actual con Harold  Müller y Alexander Stillmark, Training Actoral  con el chileno Francisco Pérez Araya, Dramaturgia con Remi De Vos.
Participó como alumno invitado de los cursos superiores de danza contemporánea en el Institut del Teatre, Barcelona , 1993. En el mismo participa del workshop Danza y Energía con la coreógrafa alemana Suzanne Linke.
Integró el grupo Danza –Teatro de Asunción, que representa a Paraguay en la Expo Sevilla en 1992. Con el mismo grupo en 1993 se presenta en la Sala Adriá Gual en Barcelona.
La obra El rastro, de su creación, se presentó en el Memorial de América Latina en Sao Paulo y en Porto Alegre en 1996.
Es fundador, intérprete y codirector del grupo Teatro del Eclipse, que realizó presentaciones en Asunción ( 1992, 1993), Sucre y Potosí (2004) y en New Orleáns (2001).
La obra La polvareda, creada y dirigida por el mismo junto a Jorge Báez,  se presentó en el Woldenberg Art Center, Universidad de Tulane, Nueva Orleáns en enero de 2001, recibiendo excelentes críticas.
En 2005 es becado por el Goethe Institut a Berlín, donde colabora con el director colombiano Jaime Mikan en la puesta de La vida es sueño de Grillpazer. En febrero de ese año presenta el performance Ayvu Rapytâ rehegua , de su creación, en la Westfälicher Universität de Münster, 
Alemania.

### Premios Recibidos
En 1990 es nominado al premio Mejor Actor del Año por la revista Cartelera.
En 1995 recibe el Premio Moliere de Teatro, otorgado por Air France y la Alianza Francesa de Asunción.
En 2005 recibe el premio Arturo Alsina en el rubro Mejor Actor de Reparto, ese año es nominado también el rubro Mejor Actor.
En 2007 en nominado a los premios Paraná en el rubro Mejor Actor Ficción.
En 2008 recibe el Galardón de la Cultura Paraguaya otorgado por la Red Cultural, la Secretaría de Cultura y la Gobernación de Central.
Fue  Secretario General del Centro Paraguayo de Teatro en el periodo 2006/2008 y es  Docente de Artes Escénicas en Instituciones privadas y públicas (Instituto Municipal de Arte, Instituto Superior de Bellas Artes, Escuela Margarita Irun,Taller Integral de Actuación) desde 1992.

## Filmografía

### Obras teatrales
| Obra                      |
| ------------------------- |
| El mago de Oz             |
| Los Niños de la calle     |
| El grito del Luisón       |
| Yo el supremo             |
| Ñanderu                   |
| La serpiente              |
| El Grito del Luisón       |
| El método Gronholm        |
| El rey Lear               |
| Nuestra Vida en Familia   |
| Un enemigo del pueblo     |
| El grito del luisón       |
| La cabeza                 |
| Ramona quebranto          |
| Ejercicios de estilo      |
| Vernissage                |
| Un viaje diferente        |
| La Celestina              |
| Roman Paladino            |
| El feldespato             |
| Consultorio sentimental   |
| La Chunga                 |
| Extraña Pareja            |
| Plata Yvyguy Rekavo       |
| Decoud                    |
| El metodo Gronholm        |
| Viaje al cento de la mano |

### Televisión
| Año       | Trabajo                                                    | Rol                                 | Notas |
| 1990      | Sábados Millonarios con Marque El 13 - Canal 13 (Paraguay) | Bailarín                            |       |
| 1991      | Río de Fuego - Canal 13 (Paraguay)                         | Antonio                             |       |
| 1991      | Chocolate - Canal 13 (Paraguay)                            |                                     |       |
| 1992      | Impresionante 9 - Canal 9 (Paraguay)                       |                                     |       |
| 1996-1998 | Sombras en la noche - Canal 13                             |                                     |       |
| 1998-1999 | Nuestros fantasmas - Canal 13                              |                                     |       |
| 1998-1999 | Casino Hotel - Canal 13                                    |                                     |       |
| 2001      | Villa Koé ju - Canal 13 (Paraguay)                         |                                     |       |
| 1999-2000 | Me Cargo de Risa - Telefuturo                              | Alumno de la escuela "Pyhare"       |       |
| 2005      | González vs Bonetti La revancha - Telefuturo               | Giuseppe Bonetti                    |       |
| 2006      | La Chuchi - Canal 13 (Paraguay)                            | Blasito Ortellado (AKA John Papiro) |       |
| 2009-2010 | Matrimonios y algo más - Telefuturo                        | Los Borrachos                       |       |

### Locución
Fue locutor de TV Pública Paraguay, desde el inicio mismo de transmisiones hasta su muerte.
También fue voz en off del documental sobre los inicios de la Danza en Paraguay, titulado "Memorias de Danza"

### Audiovisual
- Presos (1987) - Vecino
- Espejos (1987) - Vecino
- Fabricaciones (1987) - El Muñeco Desnudo
- Miss Ameriguá (1993) - Jefe de Protocolo
- Asunción, Nuestra cruz (Asu...) (2000) - Telefonista
- Villa Ko’ẽju (2000) - Leku
- Felipe Canasto (2011) - Felipe
- 7 cajas (2011) - El travesti

## Fallecimiento
Falleció el 30 de julio de 2012, a consecuencia de una Bronconeumonía.